# تلوث المياه في الهند

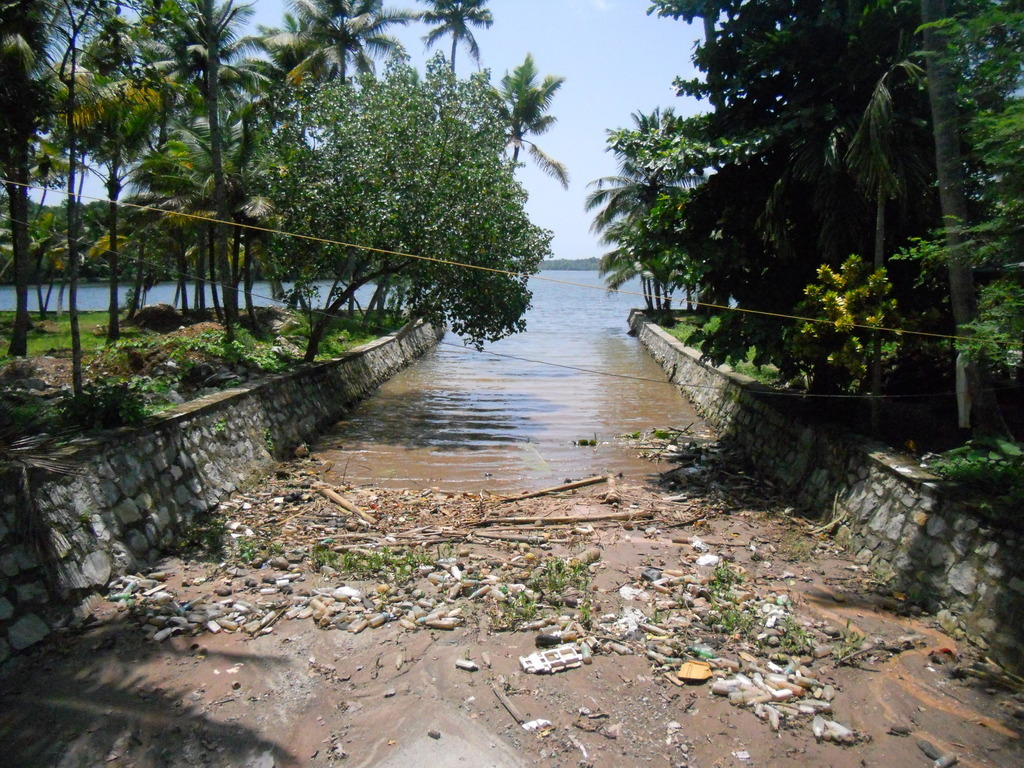
تلوث مائي

يعد تلوث المياه قضية بيئية رئيسية في الهند. تعدّ مياه الصرف الصحي غير المعالجة أكبر مصدر لتلوث المياه في الهند. تشمل مصادر التلوث الأخرى الصرف الزراعي والصناعات الصغيرة غير المنظمة. معظم الأنهار والبحيرات والمياه السطحية في الهند ملوثة بسبب الصناعات ومياه الصرف الصحي غير المعالجة والنفايات الصلبة.

## المشاكل

### مياه الصرف الصحي غير المعالجة
وجدت دراسة أجريت عام 2007 أن تصريف مياه الصرف الصحي غير المعالجة هو المصدر الوحيد الأكثر أهمية لتلوث المياه السطحية والجوفية في الهند. هناك فجوة كبيرة بين توليد مياه الصرف المنزلية في الهند ومعالجتها. لا تكمن المشكلة في افتقار الهند إلى قدرة المعالجة الكافية فحسب، بل تكمن أيضًا في أن محطات معالجة مياه الصرف الصحي الموجودة لا تعمل ولا تُصان.
تبقى معظم محطات معالجة مياه الصرف الصحي الحكومية مغلقة معظم الوقت بسبب التصميم غير المناسب أو سوء الصيانة أو الافتقار إلى إمدادات كهربائية موثوقة لتشغيل المحطات، بالإضافة إلى غياب الموظفين وسوء الإدارة. تتسرب مياه الصرف الناتجة في هذه المناطق عادةً إلى التربة أو تتبخر. تتراكم النفايات غير المجمعة في المناطق الحضرية مما يتسبب في ظروف غير صحية وإطلاق ملوثات تتسرب إلى المياه السطحية والجوفية.
يعدّ تصريف مياه الصرف الصحي من المدن والبلدات وبعض القرى السبب الرئيسي لتلوث المياه في الهند. توجد حاجة إلى الاستثمار لسد الفجوة بين مياه الصرف الصحي التي تولدها الهند وقدرتها على معالجة مياه الصرف الصحي يوميًا. تنتج المدن الرئيسية في الهند 38354 مليون لتر يوميًا من مياه الصرف الصحي، إلا أن قدرة معالجة مياه الصرف الصحي في المناطق الحضرية تبلغ 11786 مليون لتر من مياه الصرف الصحي فقط. تلوث عدد كبير من الأنهار الهندية بشدة نتيجة لتصريف مياه الصرف الصحي المحلية.
أنشأ المجلس المركزي لمكافحة التلوث- وهو هيئة تابعة لوزارة البيئة والغابات في الهند-  الشبكة الوطنية لرصد جودة المياه، والتي تضم 1429 محطة رصد في 28 ولاية و6 في أقاليم الاتحاد في مختلف الأنهار والمسطحات المائية في جميع أنحاء البلاد. ترصد هذه المساعي جودة المياه على مدار السنة. تغطي شبكة المراقبة 293 نهرًا و94 بحيرة و9 خزانات و41 بركة و8 جداول و23 قناة و18 مصرفًا و411 بئرًا موزعة في جميع أنحاء الهند. تُحلل عينات المياه روتينيًا وفق 28 معيارًا، بما في ذلك الأكسجين المذاب، والبكتريولوجيا وغيرها من المعايير المعمول بها دوليًا لجودة المياه. تُحلّل بالإضافة إلى ذلك 9 عناصر من المعادن النزرة و28 من بقايا مبيدات الآفات. يُنفذ الرصد الحيوي أيضًا في مواقع محددة.
يشير التحليل العلمي لعينات المياه من 1995 إلى 2008 إلى أن التلوث العضوي والبكتيري شديد في المسطحات المائية في الهند. يرجع ذلك بشكل أساسي إلى تصريف مياه الصرف المنزلية في شكل غير معالج، ويأتي معظمها من المراكز الحضرية في الهند.

### المواد العضوية
وجدت مراقبة جودة المياه أن جميع الأنهار تقريبًا تمتلك مستويات عالية من بي أو دي (مقياس للتلوث بالمواد العضوية). عُثر على أعلى تلوث بترتيب تنازلي، في نهر ماركاندا (490 ملغ/لتر بي أو دي)، يليه نهر كالي (364)، ونهر أملاخادي (353)، وقناة جمنة (247)، ونهر جمنة في دلهي (70) ونهر بيتوا (58). تشير عينة الماء التي تدل على 5 أيام بي أو دي (طلب الأوكسجين البيوكيميائي) بين 1 و2 ملغ في الليتر على ماء نظيف للغاية، وتشير 3-8 ملغ في الليتر على ماء نظيف بشكل معتدل، وتشير 8-20 إلى مياه حدودية، وتشير ما هي أكثر من 20 إلى مياه ملوثة غير آمنة بيئيًا.
مستويات بي أو دي شديدة بالقرب من المدن والبلدات الرئيسية. كانت مستويات بي أو دي للأنهار في المناطق الريفية من الهند، كافية لدعم الحياة المائية.

### مستويات القولونية
تعتبر أنهار جمنة والغانج وغومتي وغاغهرا وشامبال وماهي وفاردا وجودافاري من بين أكثر المسطحات المائية تلوثًا بالبكتيريا القولونية في الهند. يجب أن تكون القولونيات أقل من 104 إم بّي إن في 100 مل، ويفضل أن تكون غائبة عن الماء حتى تعتبر آمنة للاستخدام البشري العام، وللري حيث تسبب القولونيات تفشي الأمراض من المياه الملوثة في الزراعة.
أبلغ 47% من مجمل محطات رصد جودة المياه عن تركيزات القولونيات التي وصلت أعلى من 500 إم بّي إن في 100 مل في عام 2006. أفاد 33% من جميع محطات رصد جودة المياه أن مستويات القولونيات تجاوزت تلك المستويات خلال عام 2008، ما يشير إلى أن الجهود الأخيرة لإضافة بنى تحتية للتحكم في التلوث وتحسين محطات المعالجة في الهند، قد تؤدي إلى عكس اتجاه تلوث المياه.
يمكن أن تمنع معالجة مياه الصرف الصحي المنزلية والاستخدام اللاحق لمياه الصرف الصحي المعالجة للري، تلوث المسطحات المائية، ويمكن أن تقلل من الطلب على المياه العذبة في قطاع الري وتصبح موردًا للري. نما سوق محطات معالجة مياه الصرف الصحي في الهند بمعدل 10-12% سنويًا منذ عام 2005. تعدّ الولايات المتحدة أكبر مورد لمعدات المعالجة وإمداداتها في الهند، بحصة سوقية تبلغ 40% للمحطات الجديدة. كان من المتوقع في حال بقاء هذا المعدل من التوسع، واستمرار حكومة الهند في مسار الإصلاح والاستثمارات الرئيسية في محطات معالجة مياه الصرف الصحي وتطوير البنية التحتية للكهرباء، أن تضاعف الهند قدرتها على معالجة المياه ثلاث مرات تقريبًا بحلول عام 2015، وأن يتطابق إمداد قدرة المعالجة مع متطلبات معالجة مياه الصرف الصحي اليومية في الهند بحلول عام 2020 تقريبًا.